# H-alpha-Teleskop

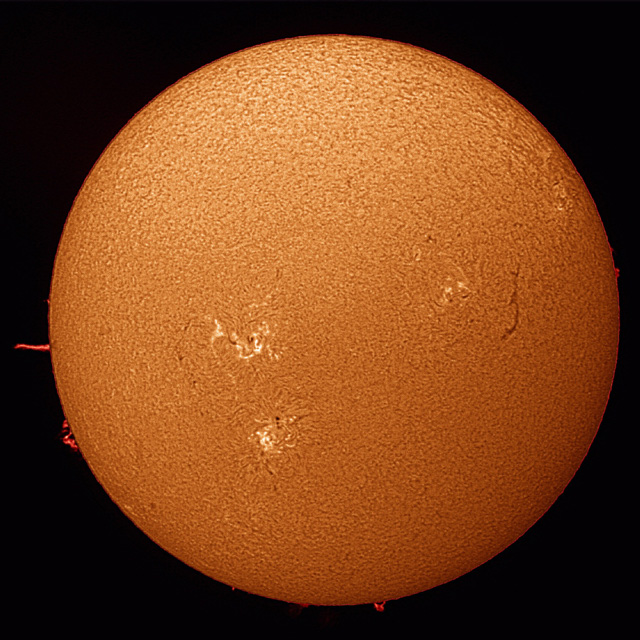
Die Sonne, aufgenommen mit einem H-alpha-Teleskop

Ein H-alpha-Teleskop ist ein Teleskop, das speziell zur Beobachtung der Sonne entwickelt wurde. Das Teleskop ist mit einem Interferenzfilter ausgestattet (Fabry-Pérot-Interferometer), das die Sonnenstrahlung nur in einem schmalen Spektralbereich (<1 Å) durchlässt, der genau der Wellenlänge des angeregten Wasserstoffes bei 656,281 nm entspricht. Diese Spektrallinie ist die erste der Balmer-Serie (Hauptquantenzahlen n = 3, m = 2) und wird H-alpha genannt, weil sie die hellste Wasserstofflinie im Sonnenlicht ist.
Die Sonne erscheint im H-alpha-Licht in sattem Rot und zeigt neben den Sonnenflecken besonders deutlich die Strukturen der Chromosphäre – Sonnenfackeln und Strahlungsausbrüche (Flares) – sowie am Sonnenrand die größeren Protuberanzen.
H-alpha-Teleskope und -Filter waren wegen der technisch anspruchsvollen Interferenzfilter in der Vergangenheit sehr kostspielig. Durch größere Serienfertigung konnte der Preis in den letzten Jahren deutlich gesenkt werden, wodurch sie auch für Amateurastronomen erschwinglich wurden. Viele Amateurteleskope können mit einem H-alpha-Filter bestückt werden.